# Republica Sovietică Ungaria
Republica Sovietică Ungaria sau Republica Ungară a Sfaturilor (în maghiară Magyarországi Tanácsköztársaság) a fost un regim comunist ce a existat în Ungaria între 21 martie și 6 august 1919 sub conducerea lui Béla Kun. A fost primul regim comunist din Europa constituit după Revoluția din Octombrie din Rusia. A fost format ca urmare a eșecului guvernului condus de contele Mihály Károlyi de a organiza statul după dizolvarea Imperiului Austro-Ungar. Regimul comunist ungar a durat doar patru luni, până la intervenția armatei române care a ocupat Budapesta. Statul succesor a fost Regatul Ungariei, constituit după retragerea trupelor române.

## Evenimente anterioare
Ca urmare a înfrângerii în război și a presiunii minorităților naționale, Imperiul Austro-Ungar se destramă. Partea austriacă s-a separat într-un mod organizat, fără violență, în schimb în partea ungară a imperiului au avut loc confruntări armate, întinse și pe parcursul anului 1919.
La 29 octombrie 1918, regatul Croației, Slavoniei și Dalmației își proclamă independența, devenind ulterior componentă ale Iugoslaviei.

Harta Ungariei înainte de război

La semnarea armistițiului (3 noiembrie), în Ungaria era la putere un guvern condus de Mihály Károlyi, aristocrat cu vederi pro-Antantă. La 16 noiembrie 1918 a fost abolită monarhia și proclamată Republica Ungară. Károlyi a devenit președintele republicii, iar Dénes Berinkey prim-ministru. Guvernul ungar a încercat să ofere minorităților naționale autonomie culturală și administrativă, dar acestea au refuzat, cerând separarea de statul ungar.
La întâlnirea dintre generalul francez Louis Franchet d'Esperey (comandantul armatei aliate din Balcani) și contele Károlyi (Belgrad, 13 noiembrie 1918), s-a încheiat o convenție, în principal de natură militară, stabilindu-se o linie de demarcație între România și Ungaria în Transilvania, iar la sud de Mureș Banatul și Baranya au fost puse sub ocupație franco-sârbă.
Viitoarele granițe ale Ungariei cu România, Slovacia și Iugoslavia nu erau stabilite. Tratatul de la 16 august 1916, dintre România și Antantă, care prevedea ca România să primească toată Transilvania, Banatul, Maramureșul, Crișana, granița trecând la numai câțiva kilometri de Debrețin și Seghedin, nu mai era în vigoare, deoarece fusese încălcat de România, care încheiase la 7 mai 1918 cu Puterile Centrale Pacea de la București.
La începutul lunii noiembrie, unități ale armatei cehe și unități paramilitare slovace au încercat să cucerească Slovacia (încă parte a Ungariei), dar au fost respinse de armata ungară. În urma unui apel lansat de ministerul de externe al Franței, s-a creat o linie de demarcație cu Slovacia, iar armata ungară a părăsit, incomplet însă, teritoriul slovac.
La 13 noiembrie 1918 armata română, remobilizată la 10 noiembrie, traversează Carpații și intră în Transilvania, ajungând rând pe rând la Târgu Mureș (25 noiembrie), Bistrița (4 decembrie), Brașov (7 decembrie), atingând, pe la mijlocul lui decembrie, linia de demarcație fixată la Belgrad de francezi. La Sibiu s-a instalat un consiliu guvernamental. Având sprijinul generalului francez Berthelot, comandantul forțelor aliate din România și sudul Rusiei, românii depășesc linia de demarcație, deși acest lucru nu a fost agreat de Franchet d'Esperey și Georges Clemenceau, invocându-se și decizia Adunării Naționale de la Alba-Iulia. La 24 decembrie este ocupat Clujul, înaintarea continuând până la 22 ianuarie, la aliniamentul Sighetu Marmației-Zalău-Zam.
La 28 decembrie, cehoslovacii, conduși de generalul italian Luigi Piccione, ocupă orașul Košice, iar la 1 ianuarie 1919 Bratislava, instalând acolo la 4 februarie guvernul provizoriu al lui Vavro Srobar.
Pentru a-și asigura participarea armatei române la războiul antisovietic din est, aliații fixează noi linii de demarcație, mai defavorabile Ungariei decât precedentele, între România, Slovacia și Ungaria. Acestea au fost prezentate la 20 martie, sub formă de ultimatum, guvernului Károlyi, care însă a refuzat să semneze și și-a dat demisia. A doua zi, puterea a fost preluată de Partidul Comunist și Partidul Socialist, care au fuzionat și au proclamat Republica Sovietică Ungară.

## Republica Sovietică Ungară
Președintele noii republici era socialistul Sándor Garbai, de profesie zidar, puterea reală având-o însă ministrul de externe Béla Kun. Din cei 26 de comisari ai poporului, 18 erau evrei. Primele acte ale guvernării au fost naționalizarea industriei, abolirea titlurilor și privilegiilor aristocrației și separarea statului de Biserică. În pofida sfatului dat de Lenin, Béla Kun a refuzat să împartă pământ țăranilor, îndepărtându-și din această cauză o mare parte din suportul popular. Armata, condusă de ofițeri ai vechiului regim, a fost dezamăgită de măsurile comuniste luate de noul guvern.
La 7 aprilie, cehoslovacii avansează din nou spre sud, cu intenția de a ajunge la noua linie de demarcație. Spre est, ei ocupă Rutenia.
În noaptea de 15/16 aprilie, armata ungară atacă trupele române pe valea Crișului. Acțiunea a avut drept urmare reluarea înaintării armatei române în Ungaria. Cu excepția diviziei de secui, armata română nu întâlnește o rezistență prea serioasă. La 20 aprilie este atins aliniamentul Hust (în Ucraina subcarpatica)-Satu Mare–Carei–Valea lui Mihai–Oradea, pe flancul sudic ajungând la Orosháza. La 5 mai, tot teritoriul până la Tisa, inclusiv podurile peste râu, era ocupat de armata română, continuarea înaintării fiind interzisă de Consiliul Suprem Aliat. În nord s-a stabilit legătura cu armata cehoslovacă, în orașele Mukachevo (Munkács) și Tokaj, fiind tăiată astfel ruta prin care Béla Kun ar fi putut primi întăriri de la Armata Roșie.
La 6 mai se constituie la Arad un guvern maghiar contrarevoluționar, sub conducerea lui Gyula Károlyi (văr al fostului prim-ministru) și în care Miklós Horthy, conducătorul "Armatei naționale" anticomuniste, are funcția de ministru de război. La 30 mai, guvernul se mută la Szeged, iar la 12 iulie conducerea lui este preluată de Dezső Pattantyús-Ábrahám.
Prin oprirea înaintării române, guvernul lui Béla Kun câștigă timp. Situația continuă însă să fie grea. Între comuniști și conducerea armatei persistă neîncrederea, iar soldații jefuiesc populația civilă. Mobilizarea generală a muncitorimii nu aduce rezultatele scontate, înrolarea începând să se facă cu forța. Măsurile disciplinare din armată se înăspresc. Lenin promite sprijin Republicii Sovietice Ungare, dar acesta nu se materializează. Béla Kun intenționa să recâștige teritoriile ungare pierdute, ceea ce i-a asigurat sprijin din partea naționaliștilor.
Kun începe să manifeste moderație față de burghezie, să facă unele concesii opoziției și să încetinească programul de comunizare a Ungariei. Amenințarea ofensivei române nu a reușit însă să determine realizarea unei coeziuni între noua guvernare comunistă și societatea ungară. O parte semnificativă a populației dorea intervenția armatelor străine pentru a înlătura guvernarea comunistă.
La 17 mai 1919, armata română intră în Arad, în pofida obiecțiilor franceze.

## Atacul împotriva Slovaciei
Cea mai slabă verigă din „încercuirea capitalistă” a Ungariei o reprezenta Slovacia. La 20 mai, armata ungară atacă în acea direcție și obține succese. În iunie, ocupă orașul Košice și amenință Bratislava (Pozsony în maghiară, Pressburg în germană). În est, trupele ungare ajungeau la Bardejov, scopul fiind joncțiunea cu unitățile Armatei Roșii din vestul Ucrainei.
Generalul Piccione este înlocuit de la conducerea armatei cehoslovace cu generalul francez Maurice Pelle, care pornește contraofensiva. La 7 iunie, guvernul Ungariei primește o telegramă-ultimatum din partea primului ministru francez Clemenceau, în care era somat să înceteze imediat ostilitățile, sub amenințarea unei ofensive generale împotriva Ungariei. Mulțumită răspunsului conciliant dat de Béla Kun, generalul Pelle oprește contraofensiva, dar o reia câteva zile mai târziu.
La 13 iunie, Aliații decid asupra frontierei definitive dintre Ungaria și Slovacia.
Având aproximativ două treimi din Slovacia sub controlul lor, comuniștii instaurează la 16 iunie 1919 în acest teritoriu, înființând ca regim marionetă Republica Sovietică Slovacă. Această formațiune statală însă se desființează la 7 iulie, după retragerea armatei ungare (30 iunie-3 iulie) și revenirea forțelor cehoslovace.

## Lovitura de stat
La 24 iunie 1919 a avut loc o lovitură de stat eșuată, organizată de social-democrați. A fost format un nou guvern comunist, condus de Antal Dovcsák, care declanșează „teroarea roșie”. Au fost constituite așa-zise „tribunale revoluționare” care au ordonat executarea persoanelor suspecte de implicare în lovitura de stat. Detașamentul „Lenin-fiúk” (Băieții lui Lenin), condus de József Cserny și compus din 200 de inși înarmați, jefuiește și terorizează populația.

## Atacul împotriva armatei române

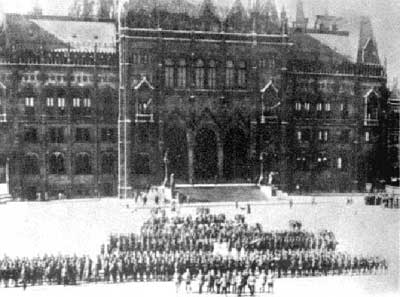
Armata Română în fața Parlamentului din Budapesta

Reorganizată și întărită, armata ungară declanșează la 20 iulie atacul împotriva unităților române staționate de-a lungul Tisei. Unicul scop declarat al atacului era obligarea românilor de a se conforma deciziei Antantei privind linia de demarcație. Atacul a fost pornit în zona de sud (Mindszent–Csongrád) și în centru (Szolnok), unde s-a și concentrat atacul.
În primele patru zile ale ofensivei, ungurii au obținut câteva succese. Armata română se retrage organizat, apoi, la 25 iulie, contraatacă. Avansul este foarte rapid. La 1 august este ocupat orașul Mezőkövesd, la 2 august orașul Cegléd. Armata ungară se dizolvă, la 4 august fiind ocupată capitala Budapesta, în care armata română organizează o defilare.
La 1 august, Béla Kun fuge la Viena, unde este arestat. Se formează un guvern nou, condus de socialistul Gyula Peidl. La numai 6 zile este înlăturat de un alt guvern, condus de István Friedrich.

## Evenimente ulterioare
Armata română înaintează spre vest, până la 28 august, când atinge linia dintre orașele Györ și Veszprém.
Potrivit memoriilor generalului american Harry Hill Bandholtz, reprezentantul misiunii militare interaliate din Ungaria, armata română a rechiziționat material rulant, cai de rasă, etc. sub motivația de a recupera daunele provocate de perioada de ocupație germană din România. În memoria lui Bandholtz, la Budapesta a fost ridicată o statuie, în fața ambasadei SUA.

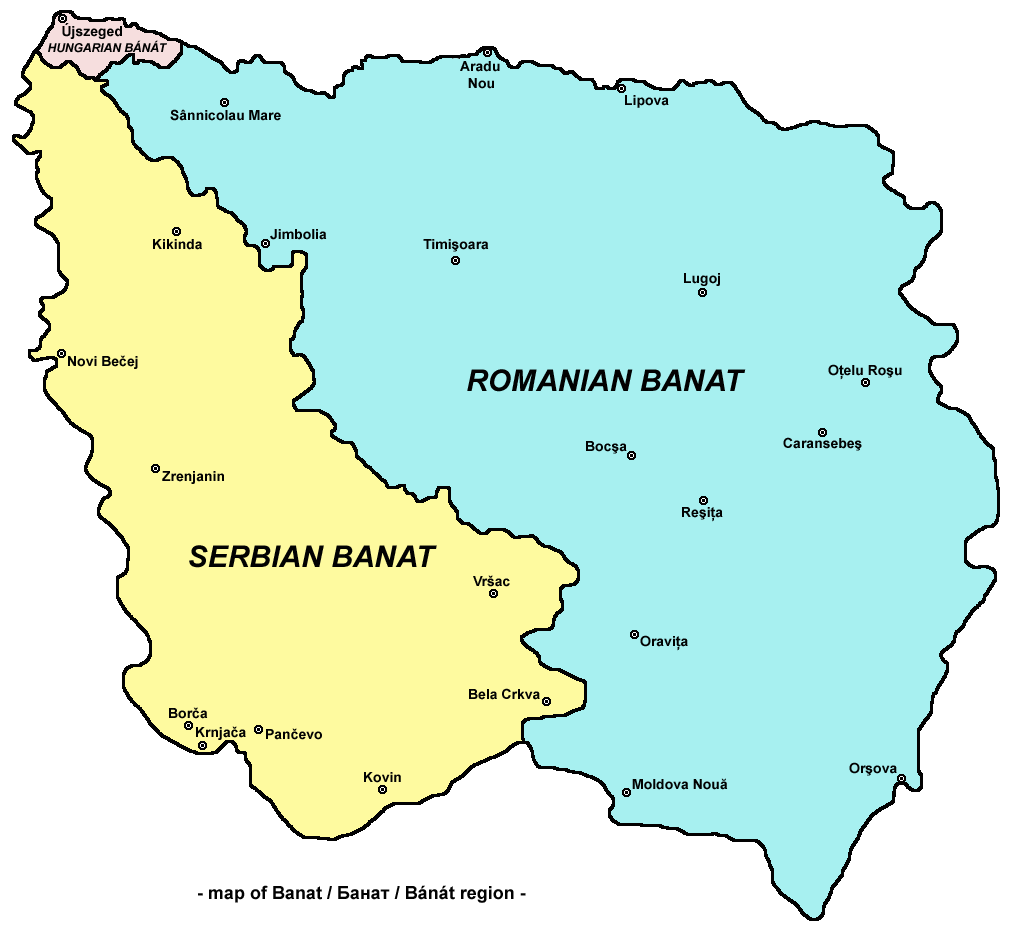
Impartirea Banatului

Retragerea armatei române din Ungaria a început la 4 octombrie 1919. La 18 noiembrie s-a încheiat evacuarea până la Tisa, iar la 30 martie 1920 toate trupele române erau retrase.
La 16 noiembrie 1919, amiralul Miklós Horthy, fost comandant al marinei imperiului Austro-Ungar, preia puterea la Budapesta. La 1 martie 1920, Adunarea Națională a Ungariei restabilește Regatul Ungariei, dar hotărăște să nu-l recheme din exil pe Carol al IV-lea al Ungariei, ci îl alege pe Horthy ca regent pe o perioadă nedeterminată. Horthy instituie „teroarea albă” împotriva comuniștilor și evreilor.
Banatul, ocupat de trupe franceze și sârbe, a fost împărțit între România, Serbia și Ungaria (august 1919), ca urmare a hotărârii Conferinței de Pace. În 1924 a avut loc o modificare minoră a frontierei, România primind Jimbolia, iar Serbia Modoșul (azi Jasa Tomić).
La 4 iunie 1920 a fost semnat Tratatul de la Trianon, care a stabilit granițele Ungariei, în vigoare și astăzi.